# DQ Herculis-variabel
DQ Herculis-variabeln är en typ av kataklysmisk variabel och långsam nova. Variabeltypen består av tätt cirkulerande dubbelstjärnor med en vit dvärg och en sval följeslagare i huvudserien. Material strömmar från följeslagaren till en ackretionsskiva hos den vita dvärgen och störs av den vita dvärgens ovanligt starka magnetfält.
Liksom andra långsamma novor avklingar ljusstyrkan efter maximum med tre magnituder på mer än 150 dygn.

## Antal variabler
40 stjärnor fanns registrerade i GCVS4 (2009) som långsamma novor (NB) varav flertalet DQ Herculis-variabler. 2006 fanns 26 bekräftade variabler i denna undergrupp, vilket motsvarade ungefär en procent av de kataklysmiska variabler som då presenterades i Catalog of Cataclysmic Variables.

## Prototypstjärnan
Prototypstjärnan DQ Herculis upptäcktes den 13 december 1934 av den brittiske amatörastronomen John Philip Manning Prentice. Den nådde magnitud +1,3 i maximum och förblev synlig för blotta ögat ett flertal månader. Stjärnan är numera av magnitud +18,08.